# Kruszyn Krajeński
 (mars 2020).
Kruszyn Krajeński (allemand : Deutsch Kruschin) est un village dans la gmina (circonscription administrative) de Białe Błota, dans le powiat de Bydgoszcz, dans la Voïvodie de Couïavie-Poméranie, qui se trouve dans la partie centre-nord de la Pologne. Il est à 4 km au sud-ouest de Białe Błota et à 10 km au sud-ouest de Bydgoszcz.
Le village a une population de 1000 habitants.

## Résidents notables
- Gerhard Kollewe (1912-1942), Pilote de Luftwaffe

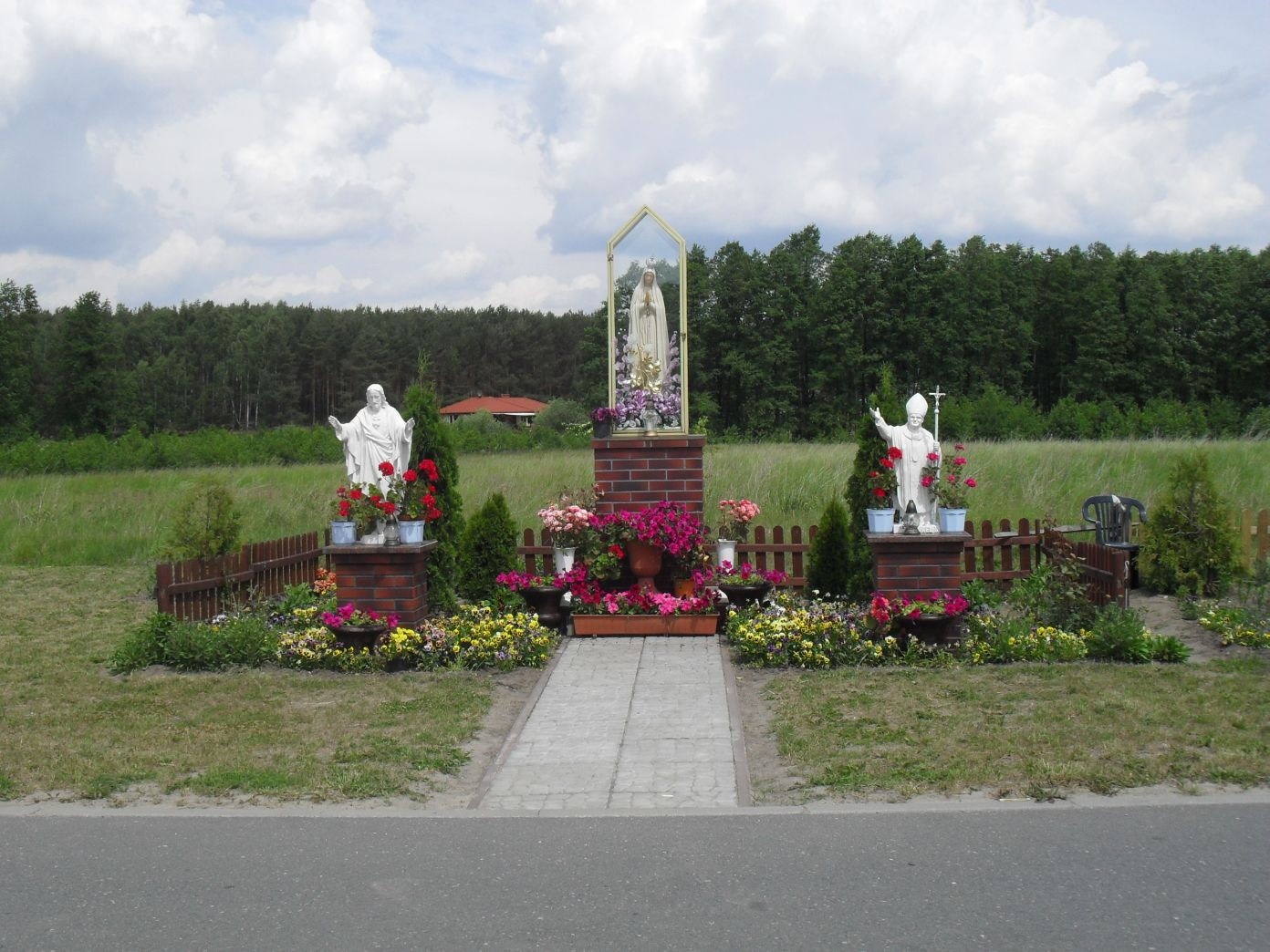
Un oratoire à Kruszyn Krajeński.